# Ochyrotica placozona
Ochyrotica placozona là một loài bướm đêm thuộc họ Pterophoridae. Nó được tìm thấy ở Panama, Peru và Venezuela.
Sải cánh dài 16–19 mm. Con trưởng thành bay vào tháng 3.